# Photomath
 (février 2020).
Photomath est une application mobile gratuite décrite comme étant une « caméra calculatrice ». Disponible sur Android et iOS, elle utilise la caméra de l'appareil afin de reconnaître des équations mathématiques, les résoudre et donner les détails de la résolution étape par étape.
L'application a été lancée en 2014 par Microblink, une compagnie originaire de Zagreb, en Croatie,,, et spécialisée en logiciels de reconnaissance optique de caractères.
Classée par certains médias comme étant l'une des meilleures applications éducatives,, elle est à la fois louée et critiquée par plusieurs enseignants.
En février 2020, l'application avait été téléchargée au total plus de 50 millions de fois sur Google Play.

## Histoire
Depuis 2016, en plus des textes imprimés, l'application parvient à déchiffrer les textes écrits à la main.
En 2017, Photomath devient une entreprise indépendante. En novembre 2018, l'entreprise annonce avoir levé 6 millions de dollars.